# Carriçal
Carriçal (crioll capverdià Karrisal) és una vila a l'est de l'illa de São Nicolau a l'arxipèlag de Cap Verd. Està situada a la costa sud, 24 kilòmetres al sud-oest de Ribeira Brava, i també a l'est de Juncalinho, l'emplaçament més oriental de l'illa.

## Història
L'huracà Fred colpejà la vila i devastà els conreus de fruita i d'hidropònics, juntament amb algunes carreteres i habitatges.